# Cosme Laguàrdia
Cosme Laguàrdia (Mansilla, Burgos, ? - Castelló d'Empúries, 22 de gener de 1825) fou l'obtentor de cabiscolia de la basílica de Santa Maria de Castelló d'Empúries l'any 1805, succeint a Josep Dorca.